# Хаанья (волость)
Ха́анья (эст. Haanja vald) — бывшая волость в Эстонии в составе уезда Вырумаа.

## Положение

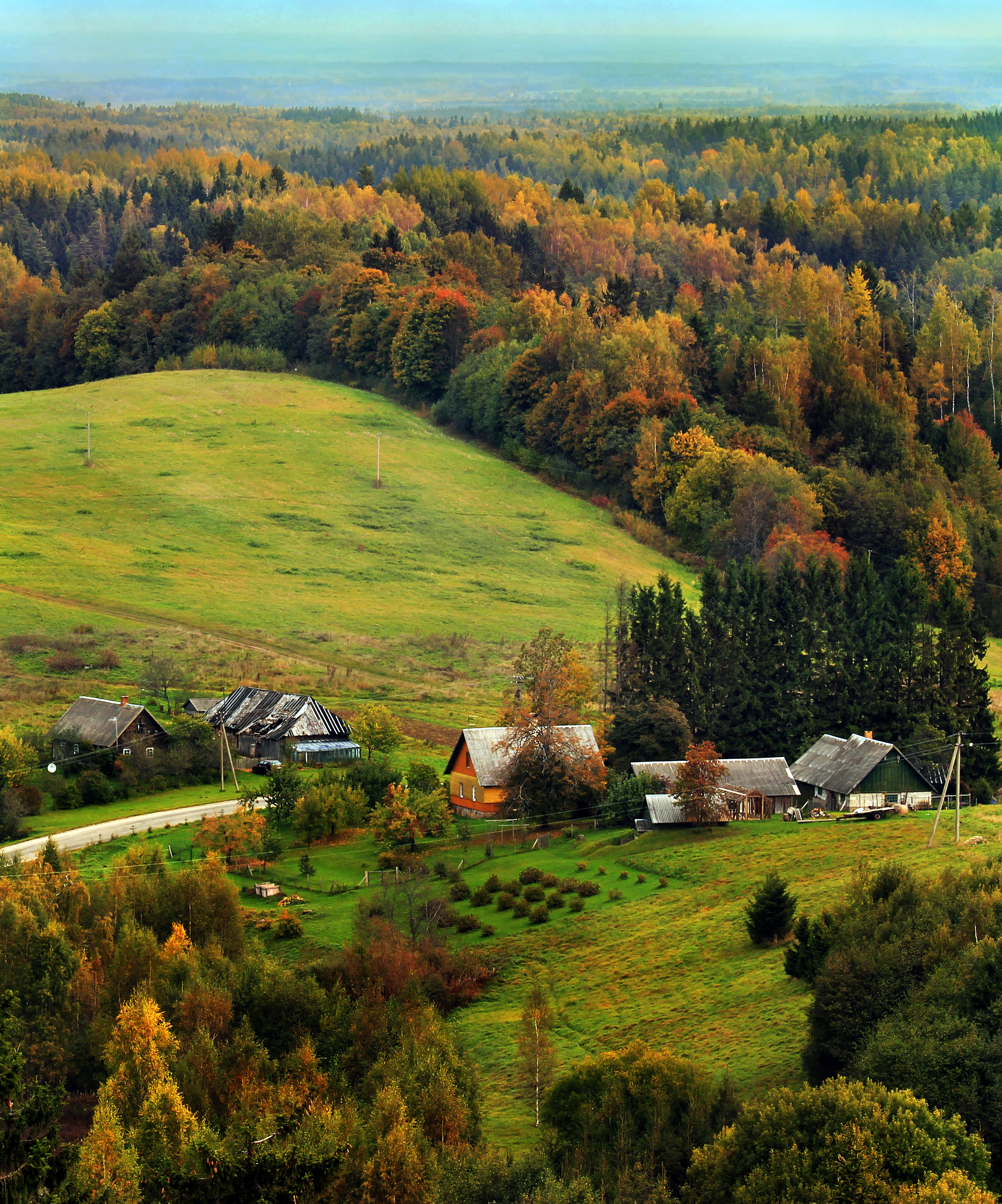
Вид на мызу Хаанья с башни Суур-Мунамяги

Площадь волости — 170 км², численность населения на 1 января 2006 года составляла 1201 человек.
Административный центр волости — деревня Хаанья. Помимо неё, на территории волости находится ещё 91 деревня: Ала-Пало, Ала-Сухка, Ала-Тильга, Андусмяэ, Хаависту, Хания, Холди, Хороски, Хулаку, Хурда, Хямкоти, Ихатси, Яаанимяэ, Кааратаутса, Калдемяэ, Калласте, Калога, Кергатси, Киломани, Кирбу, Котка, Кригули, Куянди, Кукласе, Куура, Кыомяэ, Кяяну, Кяяраку, Кюльма, Леоски, Лиллимыйза, Лоогамяэ, Луутснику, Люютсепя, Махтья, Маллика, Меелаку, Миилимяэ, Микита, Мурати, Мустахамба, Мяэ-Пало, Мяэ-Сухка, Мяэ-Тильга, Мярдимику, Наапка, Паланумяэ, Палли, Палуюри, Паусакунну, Пеедо, Пиипсемяэ, Пилларди, Плаани, Плакси, Пости, Преекса, Пресси, Пунди, Пурка, Пуспури, Рааги, Ресто, Руса, Руусмяэ, Саагри, Сайка, Салуора, Сарисе, Симула, Сооди, Сормули, Сёёди, Тролла, Тсиамяэ, Тсиирули, Тсилгутая, Тсолли, Туммелка, Туука, Тынкова, Ууе-Саалусе, Ваалимяэ, Вааркали, Вакари, Вастсекиви, Вихкла, Вилла, Ворстимяэ, Вунги, Вянни.